# Седиментогенез
Седиментогенез (от лат. sedimentum — «оседание» и др.-греч. γένεσις — «рождение», «возникновение») — совокупность природных процессов, приводящих к образованию и последующему изменению на поверхности Земли новых геологических осадков за счёт переработки ранее существовавших пород; первая стадия литогенеза.

## Этапы
Н. М. Страхов (1960) выделил три этапа седиментогенеза: мобилизация материала в коре выветривания, транспортировка материала водой, ветром, льдом или под прямым воздействием гравитации и осадкообразование; осаждение (седиментация) материала в конечных водоёмах стока и на суше. Н. Б. Вассоевич (1957, 1962) выделил два этапа, исключив мобилизацию веществ и связав его с гипергенезом в области денудации, где происходит разрушение пород. Ряд исследователей ограничивают стадию седиментогенеза лишь третьим этапом. Нередко второй этап выделяют в самостоятельный этап литогенеза.
При мобилизации путём выветривания и размыва горных пород, берегов и морского дна возникают исходные продукты. Транспортировка осуществляется водой, ветром, ледниками. Под действием силы тяжести и изменения динамики среды вещества дифференцируются по размеру и плотности и происходит частичное осаждение. Затем в процессе диагенеза осадок постепенно превращается в осадочную горную породу.